# アレクサンドル・ロマーノヴィチ・ヴォロンツォフ

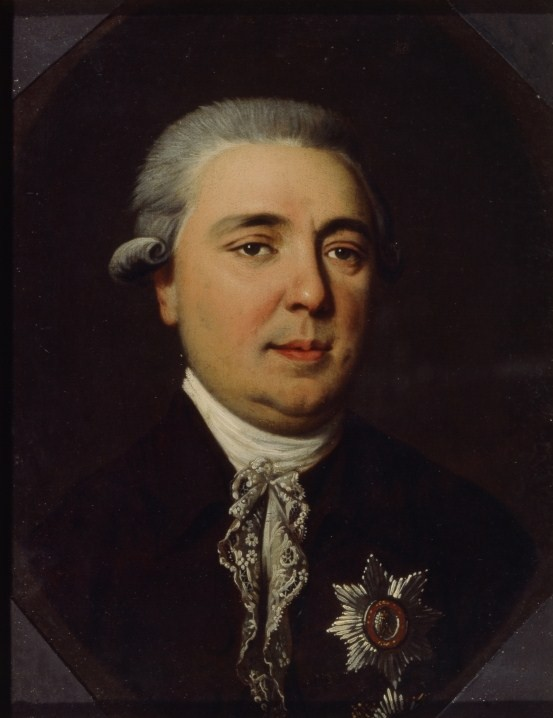
アレクサンドル・ロマーノヴィチ・ヴォロンツォフ伯爵

アレクサンドル・ロマーノヴィチ・ヴォロンツォフ伯爵（ロシア語: Алекса́ндр Рома́нович Воронцо́в, ラテン文字転写: Alexander Romanovich Vorontsov、1741年2月4日 - 1805年12月2日）は、ロシア帝国の政治家。アレクサンドル1世の治世初期にロシア帝国宰相を務めた。

## 生涯
ロマン・イラリオノヴィチ・ヴォロンツォフ伯爵の息子として生まれ、15歳のときにイズマイロフスキー近衛連隊に入った。1759年、帝国宰相で伯父のミハイル・イラリオノヴィッチ・ヴォロンツォフ伯爵によってストラスブール、パリ、マドリードに派遣され、外交官としての経験を積んだ。ヴォロンツォフの姉エリザヴェータ・ロマノヴナ・ヴォロンツォヴァを愛人としたピョートル3世の治世（1762年 - 1763年）ではロンドンに短期間駐在した。エカチェリーナ2世（在位：1763年 - 1795年）はヴォロンツォフを元老院議員と通商委員会会長に任命したが、彼女はヴォロンツォフを好まず、1791年に彼に引退を命じた。
1802年、アレクサンドル1世はヴォロンツォフを呼び戻して帝国宰相に任命した。ヴォロンツォフ家は（ニキータ・パーニンらがフランス王国とプロイセン王国との同盟を主張したのに対し）それまでオーストリアとグレートブリテン王国との同盟を主張し続け、（フランス革命の勃発によりフランスとの同盟が不可能になったこともあり）その主張が認められた形となった。
アレクサンドルは常にナポレオン・ボナパルトに反対し、1803年には開戦するに至った。また内政にも関与、元老院と内閣の徹底的な改革を支持した。1804年に引退した。

## 著作
ヴォロンツォフの『我が時代の回想録』は『ヴォロンツォフ文書集』の第7巻で刊行された。